# 반체제
반체제(反體制, 영어: dissident)는 기존의 체제, 주의, 정책, 기관 등을 부정하는 것을 말한다. 특히 냉전 시대의 자본주의와 공산주의의 이념 대립에 있어서 각 진영 내부에서 일어난 반대 운동을 기술하는 데에 사용되었다.
반체제 운동은 기존 체제의 존재가치를 부정하고 그 기관이나 체제를 무기력하게 만들려는 의도가 있다. 다른 주체의 정부가 존재하여야 한다는 입장이므로 무정부주의와는 구분된다.

## 같이 보기
- 중국의 반체제자 목록